# F. E. Morriss
F. E. Morriss war ein britischer Hersteller von Automobilen.

## Unternehmensgeschichte
Frank E. Morriss, der bereits vor dem Ersten Weltkrieg zusammen mit seinem Bruder Automobile herstellte und als Morriss vermarktete, gründete 1919 das Unternehmen in London. Er importierte zwei Komplettfahrzeuge sowie etwa 100 Fahrgestelle von Crow-Elkhart. Auf diesen Fahrgestellen basierend begann er mit der Produktion von Automobilen. Der Markenname lautete Morriss-London. 1920 endete die Produktion, als das Unternehmen in Bankrott ging. Saunders Motors übernahm die 69 übrig gebliebenen Fahrgestelle.

## Fahrzeuge
Einige Karosserien stellte Morriss selber her. Andere entstanden durch Morgan & Company.